# OFK Dunajská Lužná
OFK Dunajská Lužná là một câu lạc bộ bóng đá Slovakia, đến từ thị trấn Dunajská Lužná. Câu lạc bộ được thành lập năm 1921.

## Huấn luyện viên đáng chú ý
- Ivan Vrabec (2011-2013)
- Peter Fieber (2015-2016)
- Ivan Vrabec (2016)
- Karol Brezík (2017-)